# Reims Polar
Reims Polar est un festival international de cinéma annuel se tenant à Reims (Marne), en France.
Il prend la suite du Festival international du film policier de Beaune qui s'est tenu pendant onze ans, de 2009 à 2020 à Beaune en Côte-d'Or. En janvier 2021, le festival dirigé par Bruno Barde met fin à sa collaboration avec la ville de Beaune à la suite de différends financiers et est à la recherche d'une nouvelle ville. Après un appel lancé, il choisit la ville de Reims,.
Il se déroule dans les salles de Opéraims sur la Place Drouet-d'Erlon en partenariat avec O.C.S., France Culture, France Bleu Champagne, France 3 Grand Est et avec des actions comme un direct à la radio, l'enregistrement de Mauvais Genres émission radio et des classes de maîtrise.

## 1reédition(2021)
En raison de la pandémie de Covid-19, cette 1re édition édition a lieu en ligne du 26 au 30 mai 2021,. Le jury présidé par Jacques Weber est composé de Dali Benssalah, Pascale Arbillot, Anne Parillaud, Lucas Belvaux, Jean-Paul Salomé, Laurent Chalumeau et Négar Djavadi.

### Compétition
| Film                                           | Réalisation                  | Pays         |
| ---------------------------------------------- | ---------------------------- | ------------ |
| Watch List                                     | Ben Rekhi                    | Philippines  |
| Berlin Alexanderplatz                          | Burhan Qurbani               | Allemagne    |
| La Loi de Téhéran (Metri Shesh Va Nim)         | Saeed Roustayi               | Iran         |
| Boîte noire                                    | Yann Gozlan                  | France       |
| Il sindaco del Rione Sanità                    | Mario Martone                | Italie       |
| Storia di vacanze (Favolacce)                  | Damiano et Fabio D'Innocenzo | Italie       |
| Deliver Us from Evil (Daman Akeseo Goohasoseo) | Hong Won-chan                | Corée du Sud |
| Marché noir (Koshtargah)                       | Abbas Amini                  | Iran         |
| Unidentified (Neidentificat)                   | Bogdan George Apetri         | Roumanie     |

### Sang Neuf
| Film                | Réalisation                           | Pays       |
| ------------------- | ------------------------------------- | ---------- |
| La Troisième Guerre | Giovanni Aloï                         | France     |
| Rounds              | Stephan Komandarev                    | Bulgarie   |
| Vaurien             | Peter Dourountzis                     | France     |
| Shorta              | Anders Ølholm et Frederik Louis Hviid | Danemark   |
| Assandira           | Salvatore Mereu                       | Italie     |
| Ulbolsyn            | Adilkhan Yerzhanov                    | Kazakhstan |

### Hors compétition
| Film                                     | Réalisation       | Pays                         |
| ---------------------------------------- | ----------------- | ---------------------------- |
| Sons of Philadelphia (Brothers by Blood) | Jérémie Guez      | France, Belgique, Etats-Unis |
| Silk Road                                | Tiller Russell    | Etats-Unis                   |
| Hasta el cielo                           | Daniel Calparsoro | Espagne                      |
| Every Breath You Take                    | Vaughn Stein      | Etats-Unis                   |
| L'Ennemi                                 | Stephan Streker   | Belgique, Luxembourg, France |

### Palmarès

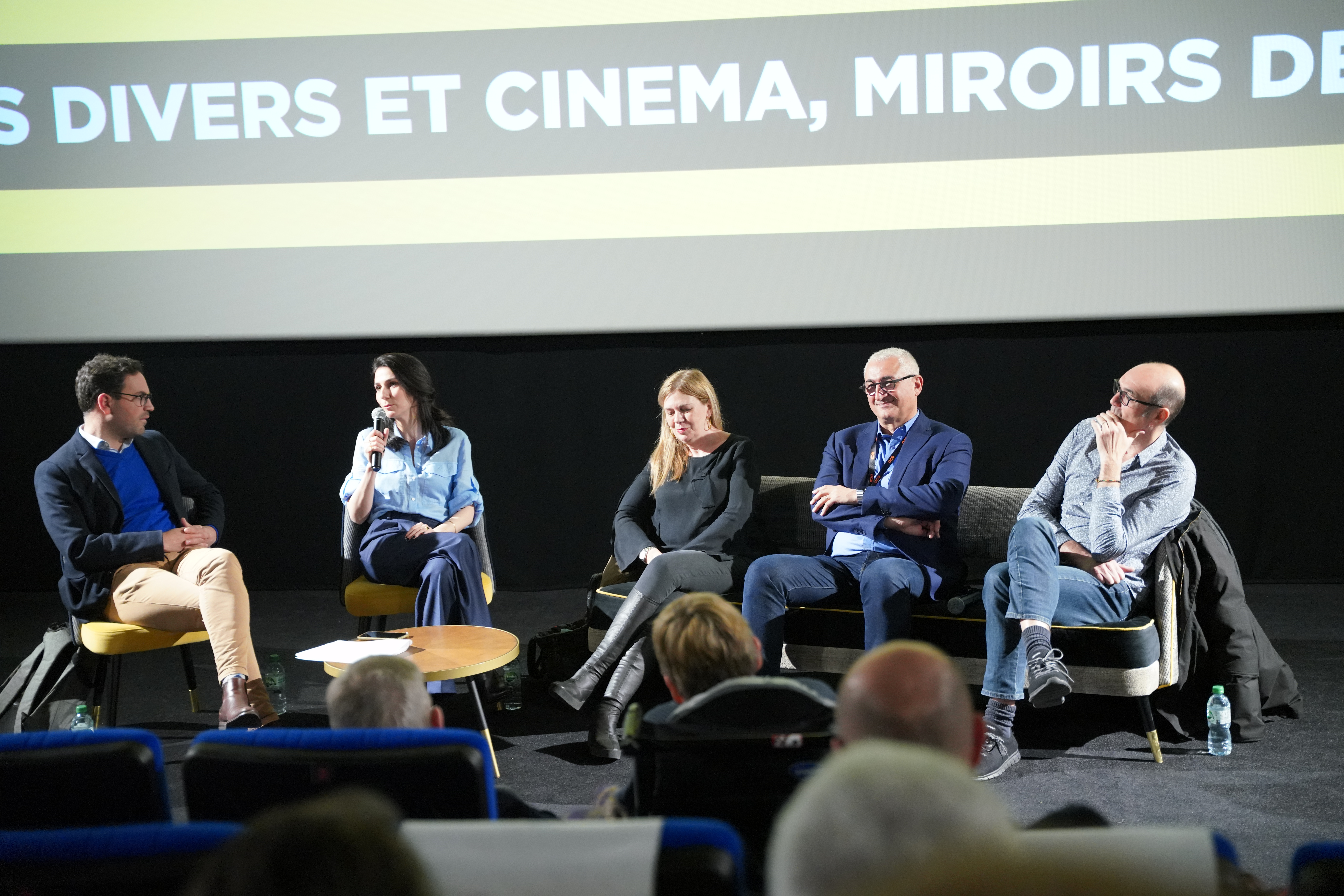
Débat avec le rédacteur en chef de France 3, Marie Drucker, Isabelle Horlans et Gérard Chemla.

- Grand Prix et Prix de la critique :  La Loi de Téhéran de Saeed Roustayi (Iran)
- Prix du jury : Marché noir d’Abbas Amini (Iran)
- Prix du public : Boîte noire de Yann Gozlan (France)

## 2eédition(2022)

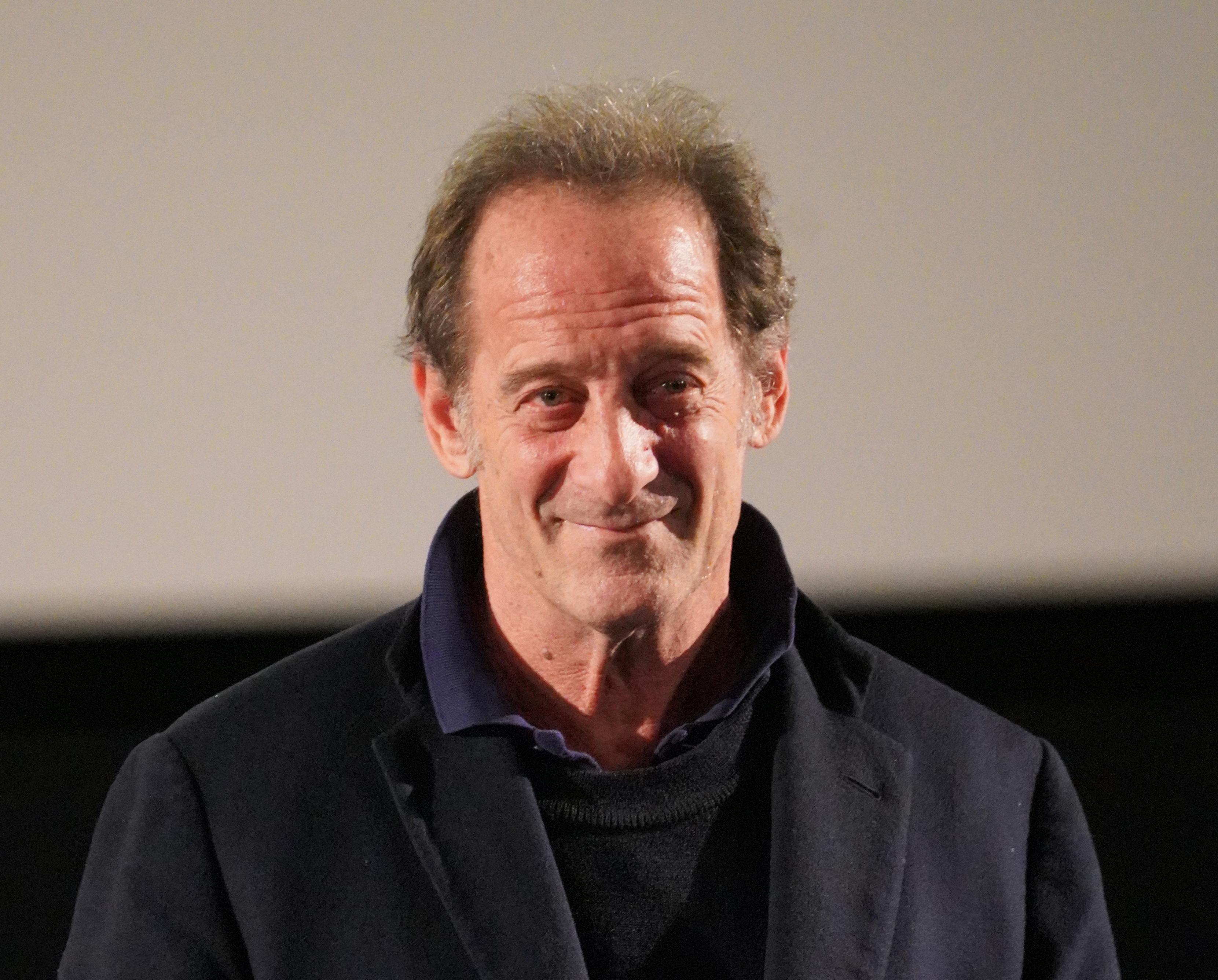
Classe de maîtrise par Vincent Lindon.

La 2e édition se déroule pour la première fois dans la ville de Reims du 5 au 10 avril 2022. Le jury présidé par Niels Arestrup est composé de Véronique Cayla, Géraldine Pailhas, Hélène Fillières, Florent-Emilio Siri et Sébastien Marnier,.

### Compétition
| Film                                                        | Réalisation                    | Pays               |
| ----------------------------------------------------------- | ------------------------------ | ------------------ |
| Are You Lonesome Tonight ? (Re Dai Wang Shi)                | Shipei Wen                     | Chine              |
| Assault                                                     | Adilkhan Yerzhanov             | Kazakhstan, Russie |
| Entre la vie et la mort                                     | Giordano Gederlini             | France             |
| Future is a lonely place (Die Zukunft ist ein einsamer Ort) | Martin Hawie et Laura Harwarth | Allemagne          |
| Midnight Silence (Mideunaiteu)                              | Kwon Oh-seung                  | Corée du Sud       |
| Rhino (Nosorog)                                             | Oleh Sentsov                   | Ukraine            |
| La Hija                                                     | Manuel Martín Cuenca           | Espagne            |
| The Execution (Kazn)                                        | Lado Kvataniya                 | Russie             |
| The Generation of Evil (Piktuju Karta)                      | en:Emilis Vėlyvis              | Lituanie           |
| Tros                                                        | Pau Calpe                      | Espagne            |

### Sang Neuf
| Film                                        | Réalisation                  | Pays                                |
| ------------------------------------------- | ---------------------------- | ----------------------------------- |
| America Latina                              | Damiano et Fabio D'Innocenzo | Italie                              |
| Le Bruit des moteurs                        | Philippe Grégoire            | Canada                              |
| Cadejo Blanco                               | Justin Lerner                | Mexique, Guatemala, Etats-Unis      |
| Des feux dans la plaine (Moses on the pain) | Ji Zhang                     | Chine                               |
| Les Nuits de Zhenwu (Gaey Wa'r)             | Na Jiazuo                    | Chine                               |
| Sentinelle sud                              | Mathieu Gerault              | France                              |
| Silent Land (Cicha Ziemia)                  | Aga                          | Pologne, République tchèque, Italie |

### Hors compétition
| Film                                 | Réalisation          | Pays        |
| ------------------------------------ | -------------------- | ----------- |
| L'Affaire Collini (Der Fall Collini) | Marco Kreuzpaintner  | Allemagne   |
| Les Bad Guys (The Bad Guys)          | Pierre Perifel       | Etats-Unis  |
| Dédales (Miracol)                    | Bogdan George Apetri | Roumanie    |
| No Man of God                        | Amber Sealey         | Etats-Unis  |
| La Ruse (Operation Mincemeat)        | John Madden          | Royaume-Uni |

### Palmarès
- Grand Prix et Prix de la critique : Assault de Adilkhan Yerzhanov (Kazakhstan)
- Prix du Jury ex æquo :
  - Are you lonesome tonight? de Wen Shipei (Chine)
  - The Execution de Lado Kvataniya (Russie)
- Prix Spécial Police : The Execution de Lado Kvataniya (Russie)
- Prix du Public : The Generation of evil d’Emilis Velyvis (Lituanie)
- Prix du Sang Neuf : Cadejo Blanco de Justin Lerner (Guatemala)
- Prix du Sang Neuf du Jury Jeunes de la Région Grand Est : Des feux dans la plaine de Zhang Ji (Chine)

## 3eédition(2023)

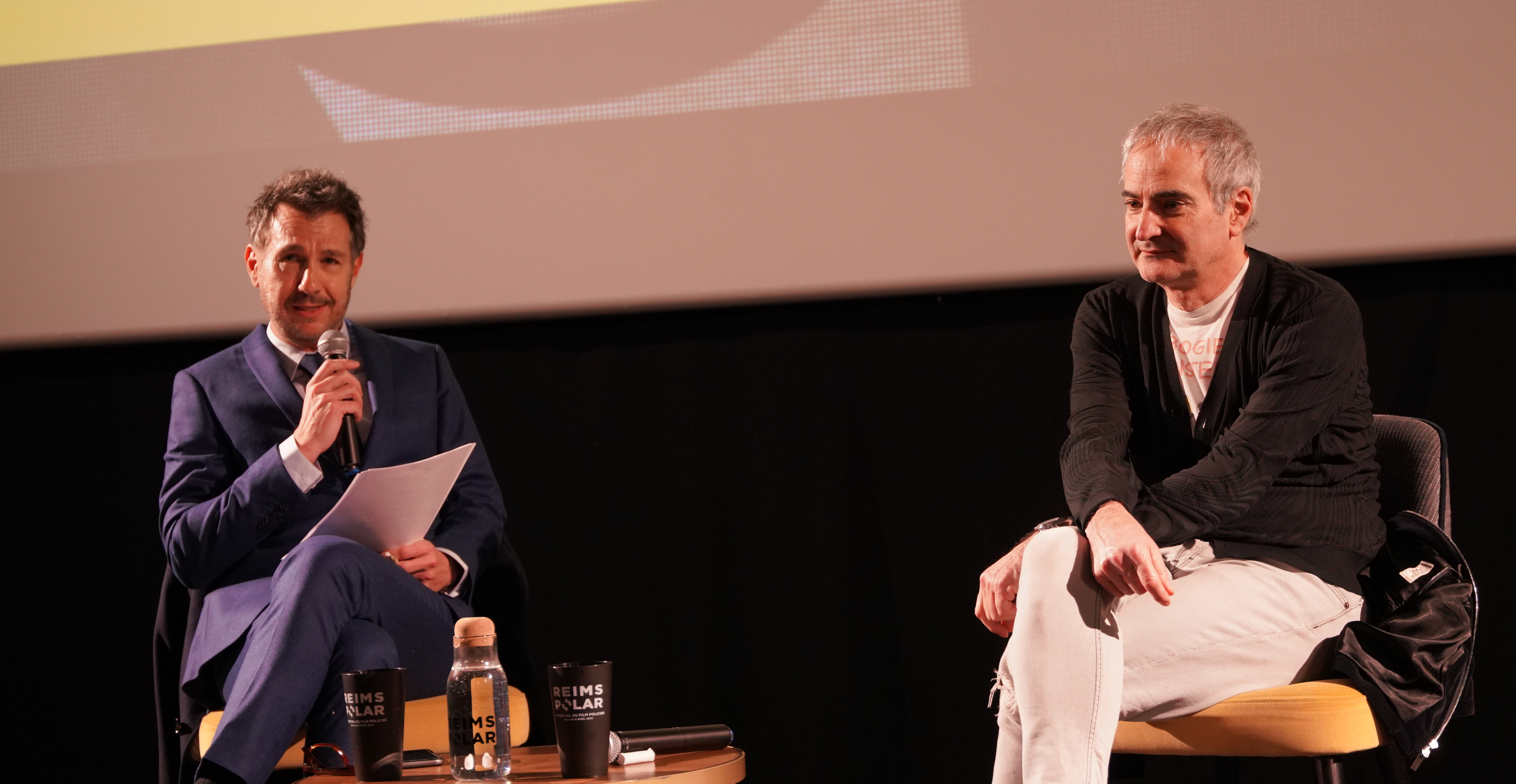
Classe de maîtrise Olivier Assayas par Stephane Charbit.

La 3e édition était aussi en présentiel du 4 au 9 avril 2023. Le jury compétition présidé par Cédric Jimenez est composé d'Alexis Manenti, Patricia Mazuy, Caroline Proust, Yannick Renier et Pierre Rochefort et le jury « sang neuf » présidé par le romancier Maxime Chattam avec les comédiens Anne Azoulay, Tracy Gotoas, Cédric Kahn et Laurent Stocker. Le film inaugural, en hommage à l'acteur italien Pierfrancesco Favino, a été Dernière Nuit à Milan (L'ultima notte di Amore), du réalisateur italien Andrea Di Stefano, en leur présence. Le public a longuement applaudi le film, l'acteur et le réalisateur.

### Compétition

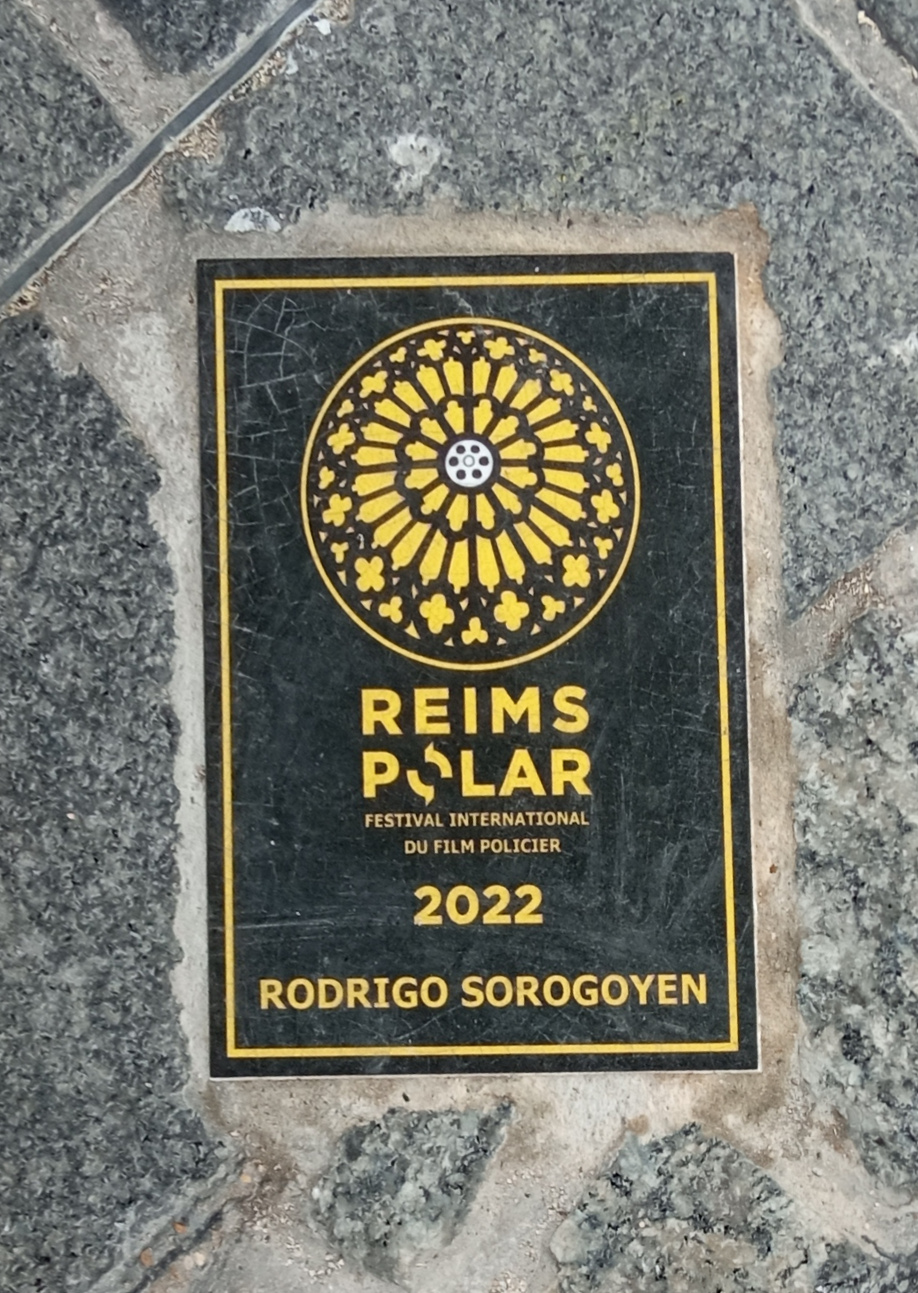
Pose de plaques sur
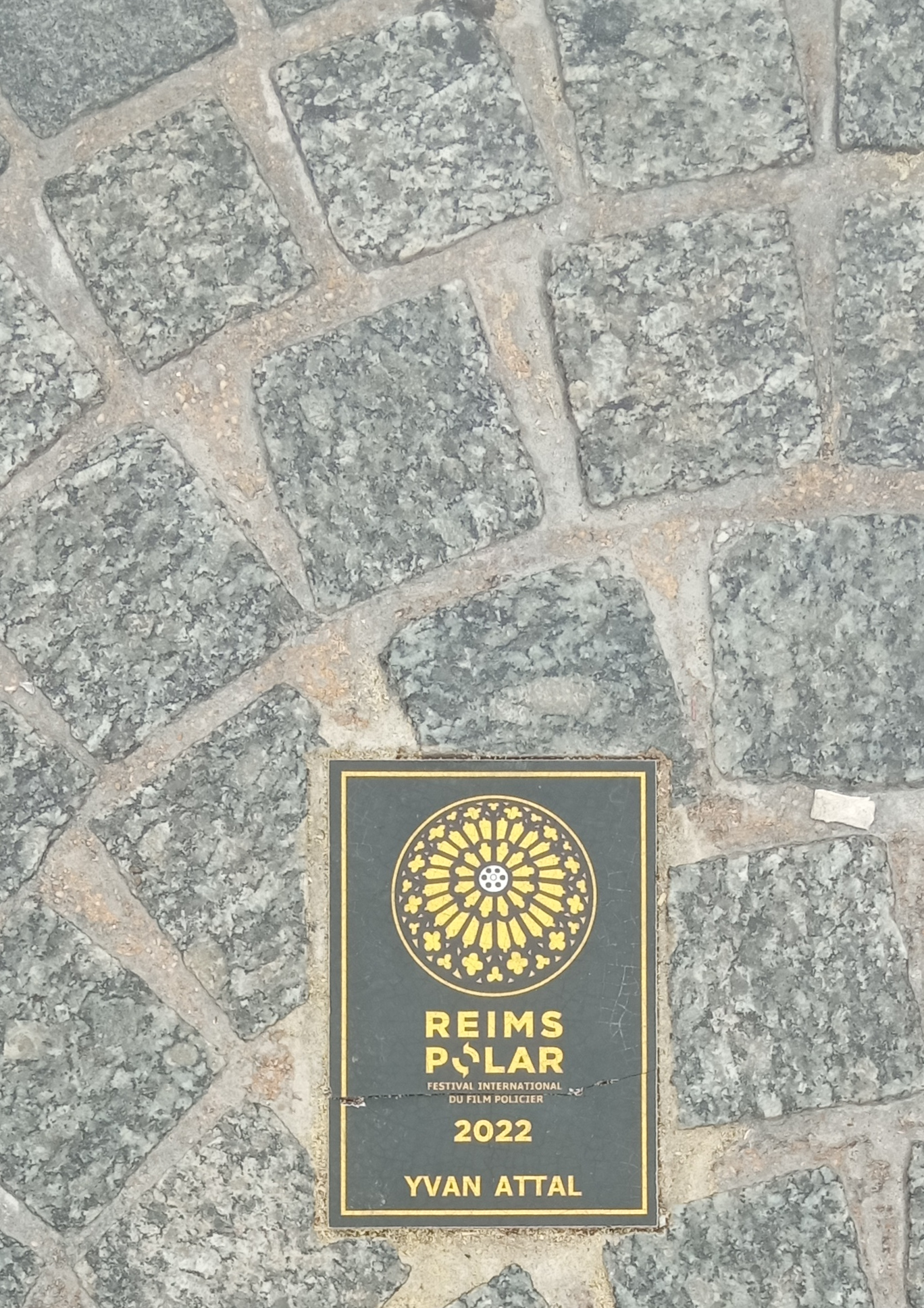
la place Drouet d'Erlon.

## 4eédition(2024)

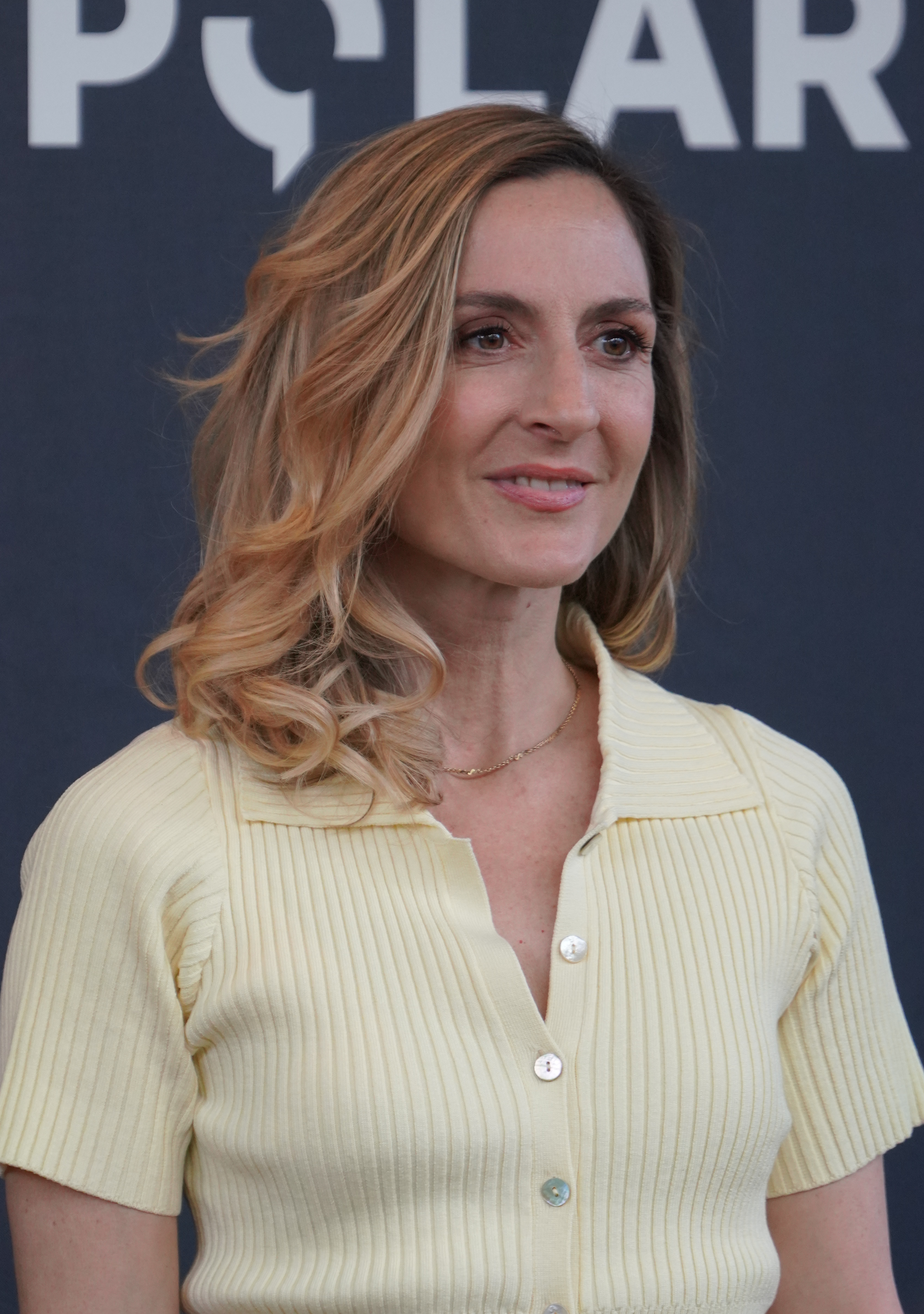
Camille Chamoux du jury.

La 4e édition se tient du 9 au 14 avril 2024. Le jury compétition est présidé par Danièle Thompson et est composé de Camille Chamoux, Laetitia Dosch, Caryl Férey, Noémie Lvovsky, Arnaud des Pallières et Nicolas Pariser. Le jury « sang neuf » est quant à lui présidé par François Busnel et est composé de Céleste Brunnquell, Stéphane Foenkinos, Pablo Pauly et Linh-Dan Pham. Les invités d'honneur sont Valeria Golino et Andrew Davis. Les actrices Léa Drucker et Julie Gayet figurent également parmi les invités.

## 5eédition(2025)
La 4e édition se tient du 1er au 6 avril 2025.

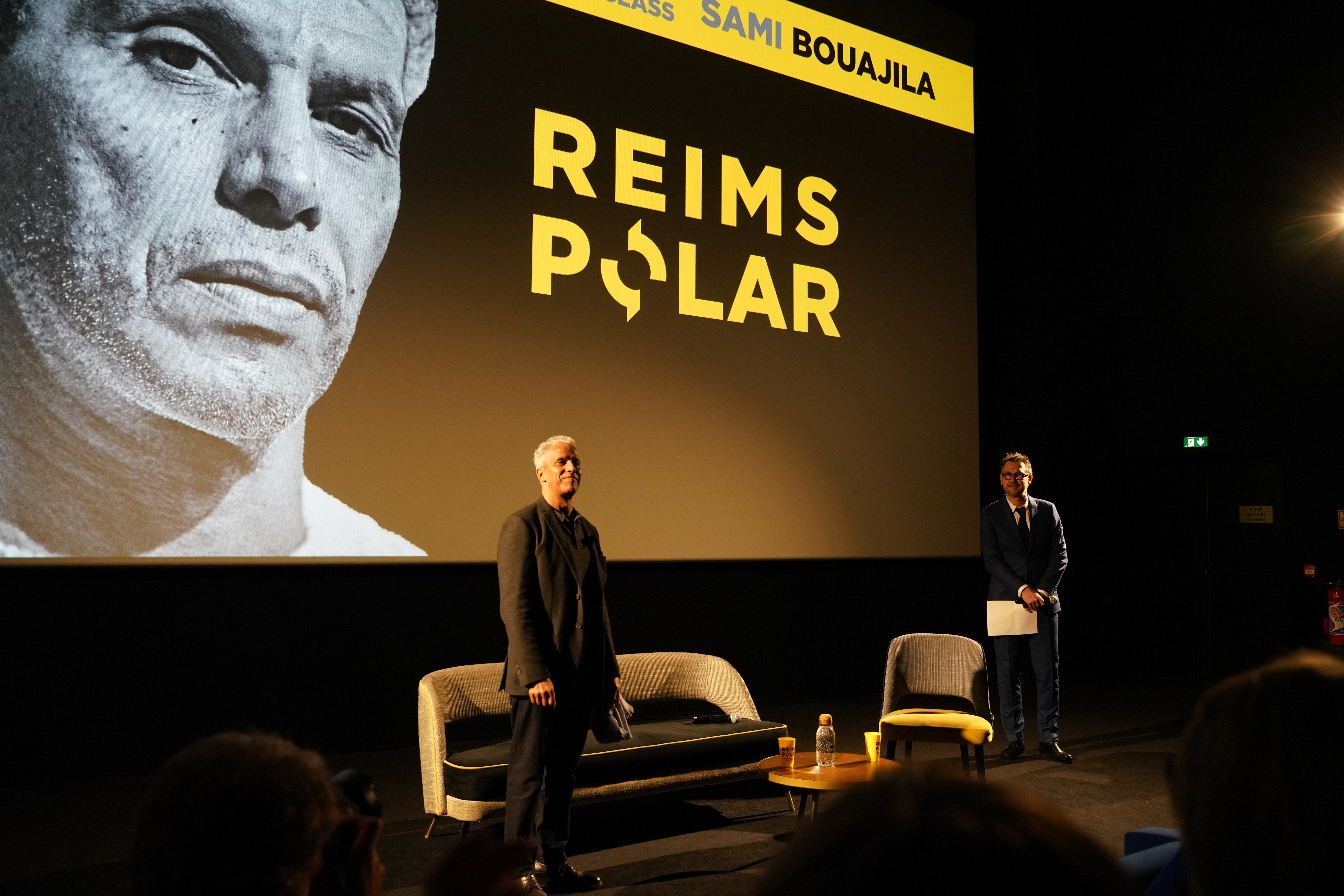
Sami Bouajila, Président du jury Sans Neuf, lors d'une rencontre à l'Opéreims.

Le jury est composé de : Bruno Podalydès (président du jury), Anne Le Ny, Hugues Pagan, Caroline Proust, Alice Taglioni, Arnaud Valois et Jonathan Zaccaï.
Le jury Sans Neuf est composé de : Sami Bouajila (président du jury), Noée Abita, Stefan Crepon, Sayyid El Alami, et Florence Loiret Caille. 
A noter que Jonathan Zaccaï, Stéfan Crépon et Florence Loiret Caille ont tous participé à la série Le Bureau des légendes.